# Lauda Air
Lauda Air byla rakouská letecká společnost se sídlem ve Vídni. Založil ji bývalý pilot F1 Niki Lauda. Společnost provozovala pravidelné rekreační charterové lety do prázdninových destinací v Evropě, severní Africe, Karibiku a jihozápadní Asie. Hlavní základnou Lauda Air bylo letiště Vídeň a společnost byla členem Austrian Airlines Group a Star Alliance.

## Destinace
Společnost Lauda Air provozovala pravidelné charterové lety jménem Austrian Airlines, které šlo rezervovat přímo na internetu. Kromě toho byly nabízeny lety pro cestovní kanceláře.

### Letiště Vídeň
Antalya, Bodrum [sezónně], Catania [sezónně], Chania [sezónně], Korfu [sezónně], Dalaman [ sezónní], Faro [sezónně], Fuerteventura, Funchal [sezónně], Heraklion [sezónně], Hurghada, Karpathos [sezónní], Kavala [sezónně], Kos [sezónně], Lanzarote, Las Palmas, Lesbos [sezónně], Luxor, Malaga [sezónně], Mykonos [sezónně], Neapol [sezónně], Preveza [sezónně], Punta Cana, Rhodos [sezónně], Samos [sezónně], Santorini [sezónně], Šarm aš-Šajch, Skiathos [sezónně], Tenerife-Sur Reina Sofia, Soluň [sezónní], Zakynthos [sezónně]

## Flotila

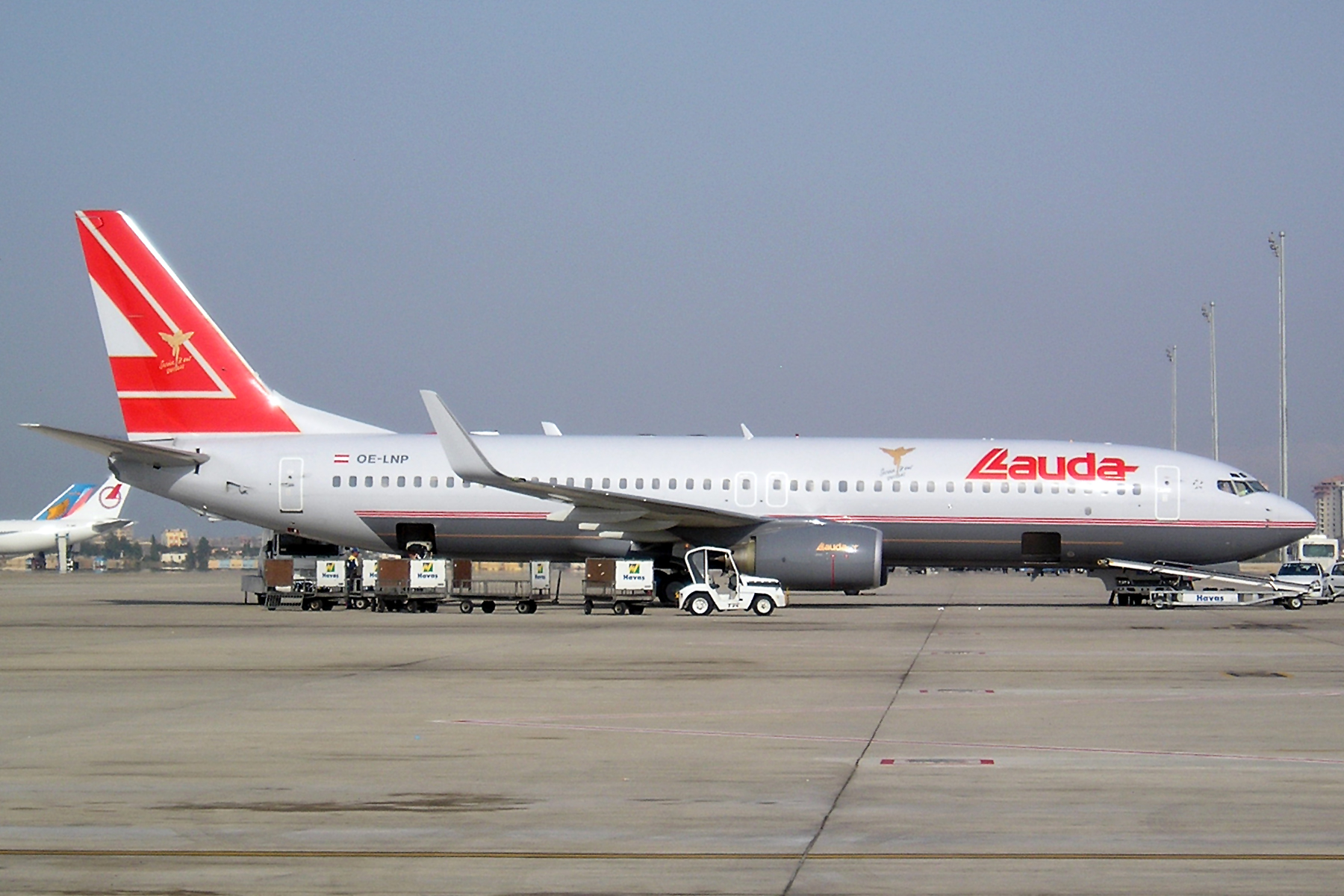
Boeing 737-800 v barvách společnosti Lauda Air

Flotilu Lauda Air tvořilo v květnu 2010 následující letadla:
| Letadlo          | V provozu | Sedadel (Economy) | Poznámky                                     |
| ---------------- | --------- | ----------------- | -------------------------------------------- |
| Boeing 737-800   | 1         | 184               | Ve vlastnictví společnosti Austrian Airlines |
| Boeing 767-300ER | 6         | ?                 | Jeden zničen na letu Lauda Air 004           |

## Nehody
- Let Lauda Air 004 – dne 26. května 1991 směřovalo letadlo Boeing 767-3Z9ER, pojmenované „Wolfgang Amadeus Mozart“, na vídeňské mezinárodní letiště. Krátce po vzletu z letiště v Bangkoku si piloti všimli, že přístroje ukazují poruchu a motor číslo 1 běží na reverzní tah. Po nekontrolovatelném pádu z výšky 7500 metrů zahynulo všech 223 lidí na palubě.